# Jewel House (britská pokladnice)
Jewel House je místo v Toweru v Waterloo Block (bývalá kasárna), kde jsou uloženy britské korunovační klenoty. Prostor byl otevřen královnou Alžbětou II. v roce 1994 a renovován v roce 2012. Klenoty byly uloženy v různých částech věže od 14. století po sérii úspěšných i neúspěšných krádeží ve Westminsterského opatství.

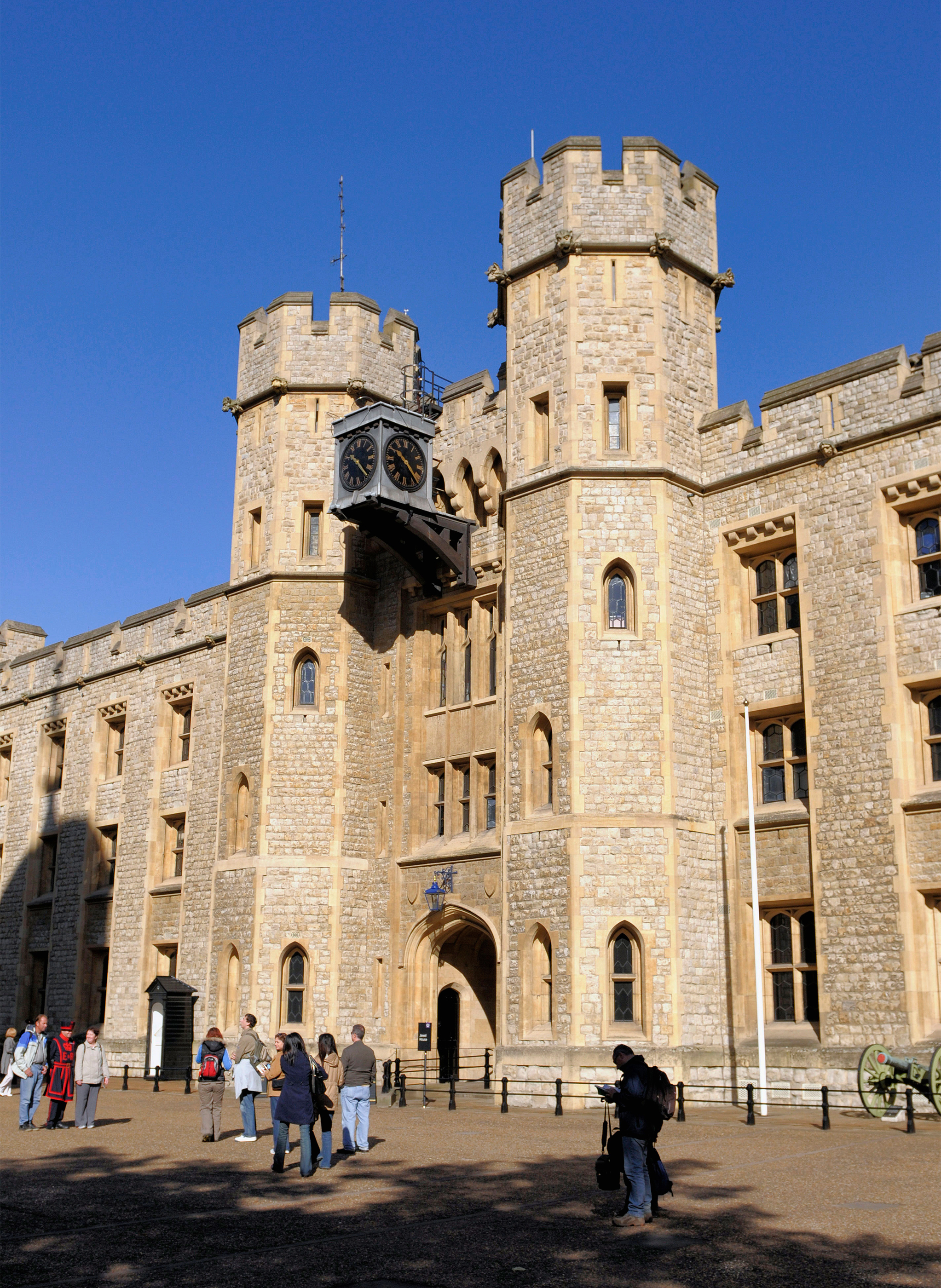
Hlavní vchod do Waterloo Block, Tower of London, Anglie.

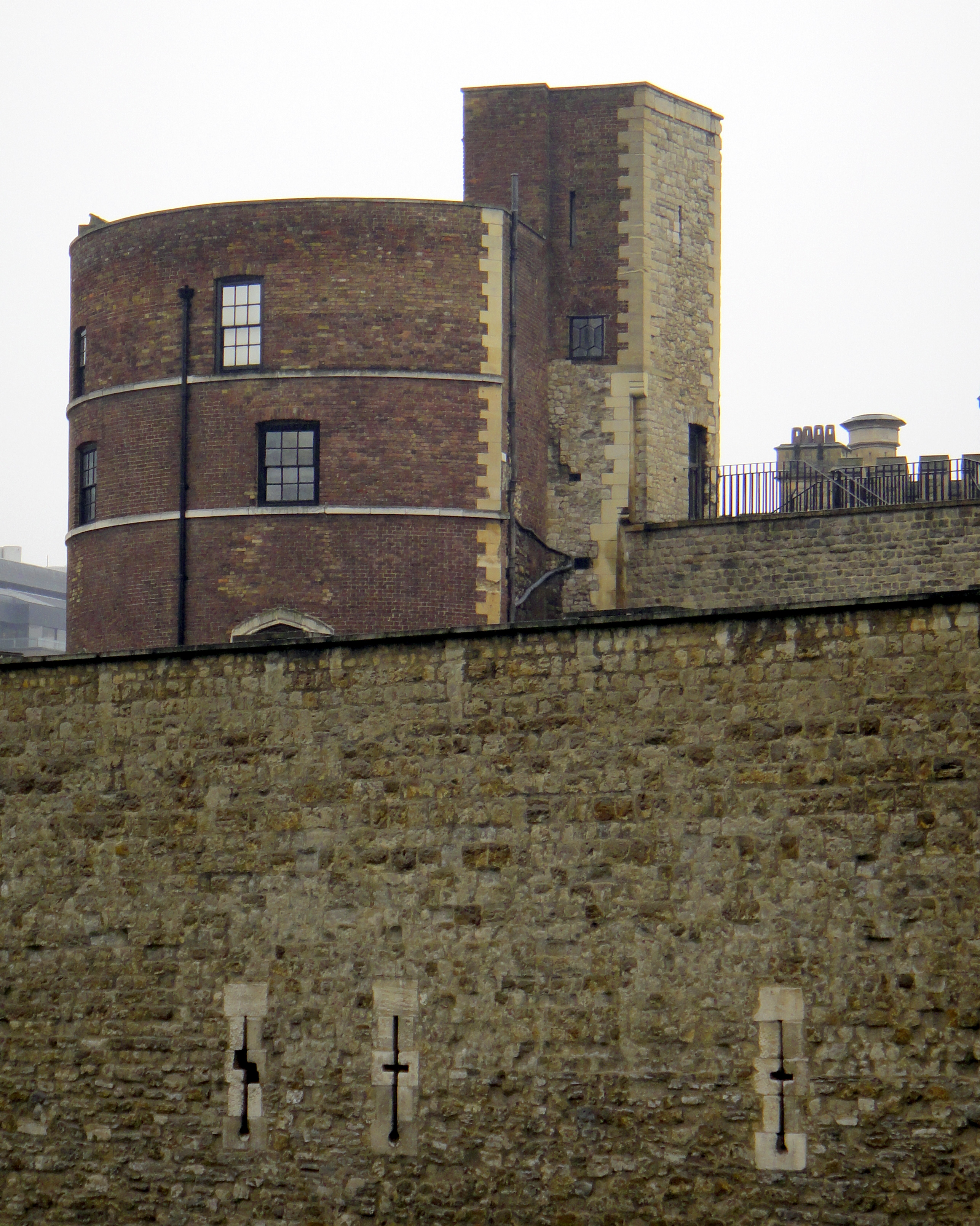
Martin Tower, místo uložení královských klenotů od roku 1668 do roku 1840.

## Historie

### Před 17. stoletím
Zpočátku byl Jewel House obvykle zároveň domovem úředníka, jenž měl střežení klenotů na starosti. V následujících stoletích se název jeho úřadu lišil, Keeper of the King's Jewel (Strážce královských klenotů), Master of the Jewel House (Pán domu klenotů), Master and Treasurer of the King's Jewels and Plate (Pán a pokladník královských klenotů a poháru), Keeper of the Jewel House (Strážce domu klenotů). Jeho úřad zahrnoval i péči o královskou domácnost. Tyto dvě pozice, strážce korunovačních klenotů a pokladník královské domácnosti byly rozděleny v roce 1485. Přestože se komora s královskými klenoty nacházela v Toweru od roku 1255, zpočátku existoval samostatný prostor pro korunovační klenoty v areálu Westminsterského opatství. Po pokusu Richarda Podnecotta o loupež v komoře Pyx v roce 1303 byly některé klenoty přesunuty do Toweru pro jejich bezpečnou úschovu. Nový Jewel House byl postaven v roce 1378 poblíž londýnského Toweru a do třicátých let 20. století byla věž rezervovaná pro klenoty a spojena s přestavěným Jewel House na jižní straně Bílé věže. Korunovační klenoty byly uloženy v horním patře a ostatní klenoty ve spodním patře. Korunovační insignie zůstaly až do 17. století ve Westminsterském opatství.

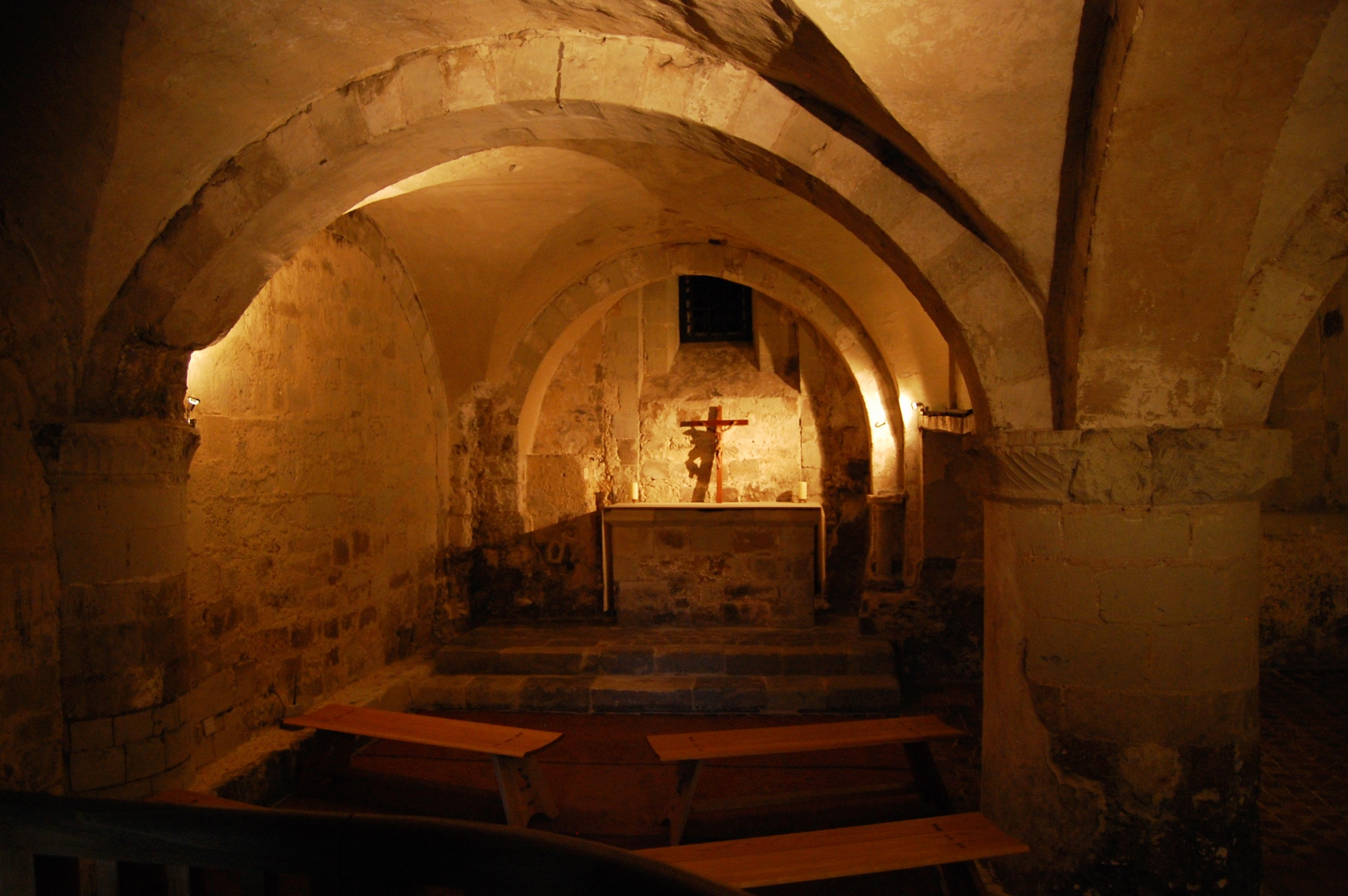
Komora Pyx, Westminsterské opatství

V roce 1378 monarcha získal kontrolu nad částí královských klenotů a měl v držení dva klíče: jeden pro sebe a druhý pro pokladníka. To byl začátek oddělení Jewel House. Královský poklad byl obvykle uložen v Toweru. Korunovační klenoty byly po staletí uschovávány ve Westminsterském opatství v komoře Pyx. Od založení opatství v roce 1050 až do roku 1303 byla komora Pyx také královskou pokladnicí. Většina královských klenotů byla uložena v Toweru od doby panování Jindřicha III. Anglického, stejně jako korunovační klenoty z roku 1643, s výjimkou některých položek, které byly v opatství uloženy v době Jakuba II. Stuarta. Po pokusu Richarda Podnecotta o loupež v komoře Pyx v roce 1303 byly některé klenoty přesunuty do Toweru pro větší bezpečí.

### 1660–1814

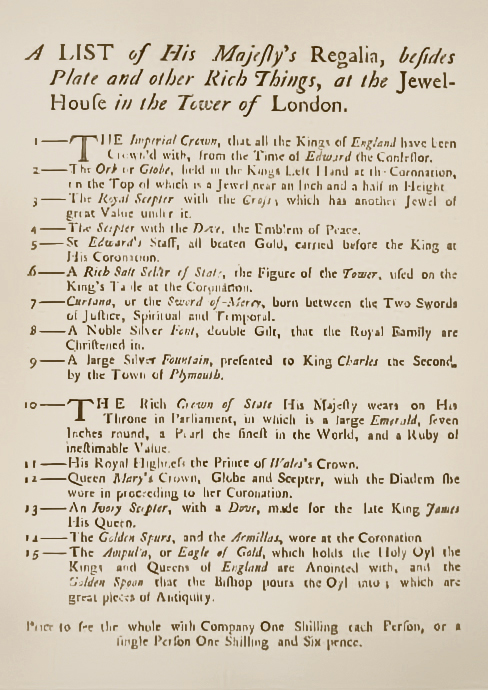
Kopie prvního průvodce Crown Jewels, kolem roku 1690

První strážce (pokladník) (jakkoli stylizovaný) po restaurování monarchie v roce 1660, Sir Gilbert Talbot, byl poslední, kdo vykonával každodenní kontrolu v Jewel House. Po roce 1660 došlo k rozdělení úřadu pokladníka královské domácnosti a Strážce v Jewel House. Tuto funkci vykonával i nadále Sir Gilbert Talbot s titulem Keeper of the Regalia nebo Keeper of the Jewel Office at the Tower. Od roku 1665 se regalia představovala veřejnosti a časem se tato činnost pro strážce Jewel House stávala stále důležitější. V roce 1669 byly klenoty přesunuty do nové komory v Martin Tower. Správce Edwards Talbot předváděl návštěvníkům klenoty za malý poplatek. Zpočátku to bylo velmi neformální uspořádání, Edwards prostě vyzvedl klenoty ze zamčené skříně a ukázal je. To skončilo v roce 1671, kdy plukovník Thomas Blood přemohl strážce, svázal ho a s pomocí tří kompliců uprchl i s korunovanými klenoty. Klenoty byly restaurovány, i když některé byly poškozeny; Sovereign's Orb, (zlatá koule zdobená drahokamy a křížkem) i St. Edward's Crown (koruna anglických a britských králů používaná od 13. století). Po loupeži došlo ke změnám: klenoty střežila ozbrojená stráž, sbírka byla umístěna za mříže v místnosti bez oken a byl publikován první průvodce ke korunovačním klenotům. Během návštěvy klenotnice byli lidé ve věži zavření a bylo jim umožněno klenoty obdivovat jen z dálky. Za malý poplatek se mohli dostat přes mříže a mohli se dotknout některých drahokamů. V roce 1782, v rámci širší racionalizace Královské domácnosti, byl zrušen úřad strážce klenotů a povinnosti lorda komorníka (Lorda Chamberlaina) převzal pokladník. Od roku 1782 do roku 1814 byl v Toweru jen jediný rezidentní správce, který střežil regálie a jiné klenoty. V roce 1814 byl jmenován Strážce Jewel House (Keeper of the Jewel House), s pomocníkem sloužícím jako Exhibitor (vystavovatel), od roku 1921 nazýván kurátor.

### 1815–1966
V roce 1815 se ženě, (později byla zjištěna duševní nevyrovnanost) podařilo Korunu zachytit i přes mříže a došlo k poškození za více než 10 liber. To vedlo v roce 1816 k instalování zábradlí a klenoty byly umístěny ve skleněných pouzdrech na otočných stolech. Celá sbírka byla osvětlena šesti silnými argonovými lampami. Dům Jewel House byl nyní velmi lukrativní a ve třicátých letech minulého století vydělával 550 liber ročně. Když v roce 1838 byl snížen vstupní poplatek s cílem přilákat více návštěvníků, jeho příjmy vzrostly na 1 500 liber. V roce 1840 byl vypracován plán na výstavbu nové budovy pro kolekci v Toweru, budova byla otevřena v roce 1842. Královské klenoty byly vystaveny ve skleněných pouzdrech uprostřed místnosti s velkými okny, aby je lidé mohli obejít a vidět je jasněji. V roce 1852 byl strážce formálně uznán jako člen královské domácnosti a dostával pevný plat. Bohužel nová budova Jewel House neměla dobrá protipožární zabezpečení a tak jako nový prostor bylo v roce 1868 vybráno horní patro věže Wakefield Tower architektem Anthonym Salvinem. Kromě dočasného přemístění v čase války a pro slavnostní použití zůstaly zde korunovační klenoty až do roku 1967.

### 1967–2011

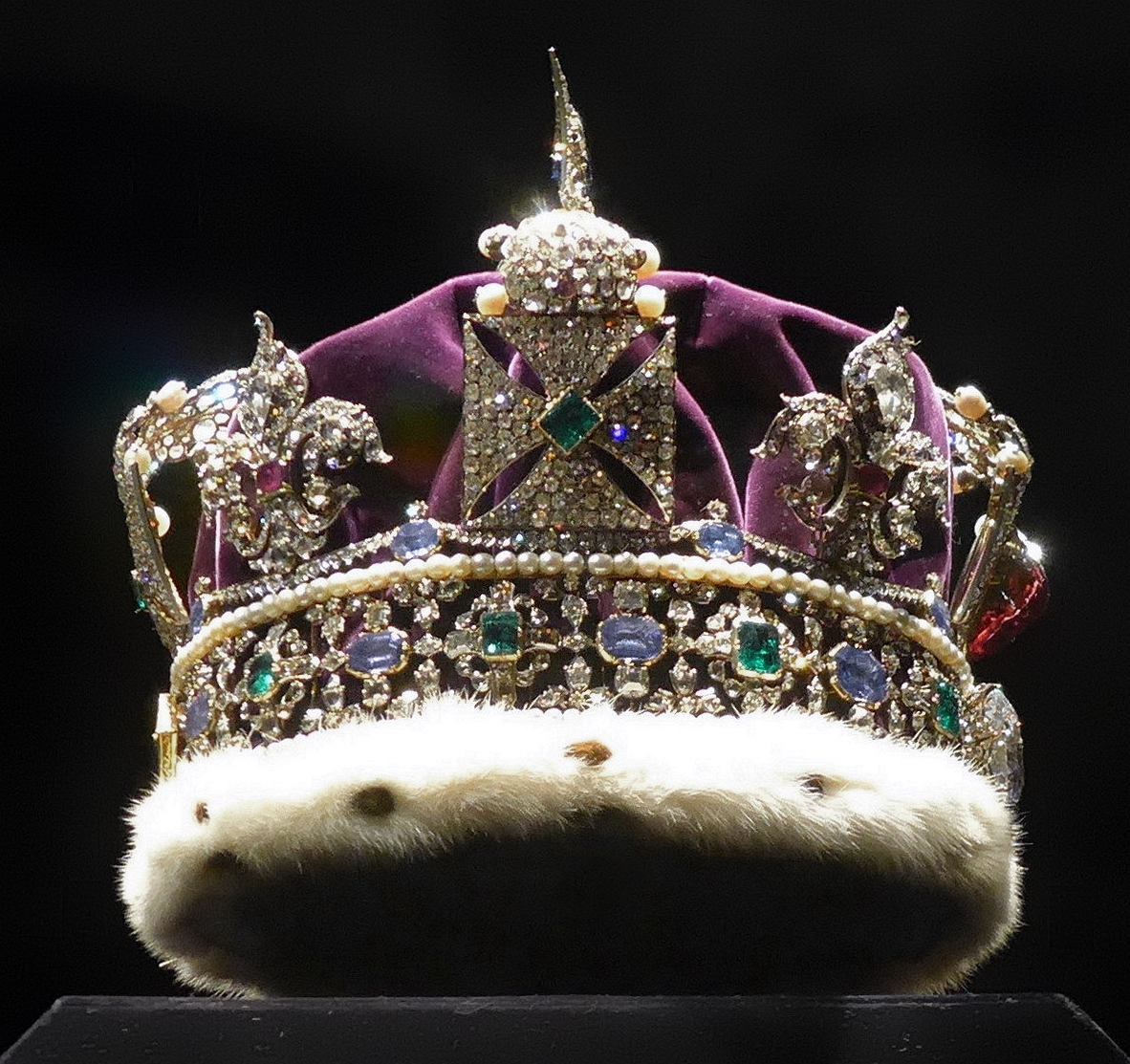
Koruna britských panovníků

Po druhé světové válce byl Jewel House z 19. století neadekvátní jak z hlediska bezpečnosti, tak z hlediska přístupu veřejnosti. V některých dnech přišlo až 1 500 lidí. V roce 1967 byl Jewel House přemístěn do západního křídla kasáren Waterloo za cenu 360 000 liber a byl navržen tak, aby umožnil pojmout až 5 000 návštěvníků denně. V osmdesátých letech navštěvovalo klenotnici až 70 000 lidí denně, což způsobovalo dlouhé čekání davu. V roce 1992 bylo rozhodnuto, že se postaví se nový Jewel House s větší kapacitou v přízemí budovy za cenu 10 milionů liber. Nový Jewel House byl otevřen dne 24. března 1994 královnou Alžbětou II. Zabírá téměř celé přízemí budovy Waterloo Block (dříve kasárna) a je navržen tak, aby umožnil až 20 000 osob denně vidět sbírku více než 100 neocenitelných předmětů, 23 578 diamantů, rubínů, smaragdů a safírů. Jsou osvětleny špičkovými optickými vlákny a spočívají na francouzském sametu.

## Zabezpečení
Korunovační klenoty jsou chráněny sklem odolným bombovému útoku a návštěvníci jsou pozorně sledováni více než stovkou skrytých kamer. Zabezpečení Toweru v Londýně jako celku zajišťuje 22 členů vojenské gardy, kteří nejsou součástí britské armády a působí na základě příkazů dohodnutých s ministerstvem obrany, aby zajistili bezpečnost korunovačních klenotů. Další bezpečnost zajišťuje 38 bezpečnostních pracovníků z ochranky zaměstnaných v Historic Royal Palaces. Ovšem jejich denní práce se více zabývá řízením velkého počtu návštěvníků. Na rozdíl od členů vojenské gardy, kteří se střídají, Yeomen Warders, zvaní také Beefeaters jsou stálými zaměstnanci a žijí v Toweru. Současné uniformy pocházejí z roku 1485 a jsou podobné uniformám Yeomen of the Guards (Královská tělesná stráž), jejímž jsou od roku 1550 mimořádnými členy.